# Gavilea kingii
Gavilea kingii es una especie de orquídea de hábito terrestre originaria de Chile y Argentina. Se ha tenido la oportunidad de estudiar el tipo de Galilea kingii y de ver bastante material de la variedad Gavilea cardioglossa var. patagonica y se ha llegado a la conclusión de que se trata de Gavilea kingii, especie citada para la Argentina por error (Correa) 1956), ya que el ejemplar típico, único conocido hasta entonces, era chileno.

## Descripción
Es una planta herbácea de hábito terrestre que alcanza los 40-60 cm de altura. Tiene hojas  de 8-20 cm de longitud por 3-4 cm de ancho. La inflorescencia es de 15-25 cm de longitud, con las flores de color amarillo; con brácteas lanceoladas, acuminadas, más cortas que las flores. El sépalo dorsal es oblongo- lanceolado y acuminado ; los sépalos laterales son lanceolados, y terminados en caudículas delgadas y carnosas de 4 mm. Los pétalos son oblongos, acuminados con 5 nervios longitudinales, en la base de los cuales hay un engrosamiento calloso. El labelo es obtriangular con nervios centrales longitudinales, presentando en su trayecto algunos engrosamientos chatos. La columna es cerrada en la base por un verdadero cuello columnar de cuya base emerge el labelo. El ovario es delgado y geniculado.

## Distribución y hábitat
Se encuentra en Chile y en Argentina en la zona boscosa de Neuquén hasta Santa Cruz.

## Taxonomía
- Sinonimia:[1][n. 1]

- Asarca kingii Hook.f., Fl. Antarct. 2: 351 (1846).
- Chloraea kingii (Hook.f.) Macloskie, Rep. Princeton Univ. Exped. Patagonia, Botany 8: 322 (1904).
- Asarca cardioglossa var. patagonica Garay, Comun. Inst. Nac. Invest. Ci. Nat., Cer. Ci. Bot. 1(6): 4 (1954).
- Gavilea cardioglossa var. patagonica (Garay) M.N.Correa, Bol. Soc. Argent. Bot. 6: 84 (1956).
- Gavilea trullata Ormerod, Oasis 2(2): 7 (2002).